# Fort Abbas
Fort Abbas es una localidad de Pakistán, en la provincia de Punyab.

## Demografía
Según estimación 2010 contaba con 33.474 habitantes.